# カワウソ属
カワウソ属（カワウソぞく、Lutra）は、イタチ科カワウソ亜科の属。
狭義の本属には、ユーラシアカワウソ・スマトラカワウソの現生2種と、絶滅種のニホンカワウソが含まれる。広義には、ツメナシカワウソ属などに分類される近縁種を本属に含める説もある。

## 分類
以前はカナダカワウソ属やノドブチカワウソ属に分類される種を本属に含める説もあった。分子系統解析では、ユーラシアカワウソ・スマトラカワウソが単系統群を形成し、ツメナシカワウソ属やビロードカワウソなどからなる系統が姉妹群になるという結果が得られている。一方でコツメカワウソを含む場合のツメナシカワウソ属が、ビロードカワウソ属に対する側系統群であることが示唆されている。ツメナシカワウソ属・コツメカワウソ属・ビロードカワウソ属からなる単系統群と狭義の本属の分岐年代が約442万年前という結果が得られており、カナダカワウソ属内の分岐年代（369万年前）に近いことや形態・生態の類似性から、これらの属を本属のシノニムとする説も提唱されている。

## 種

### 現生種
| 画像 | 学名         | 和名                               | 分布                           |
| ---- | ------------ | ---------------------------------- | ------------------------------ |
|      | L. lutra     | ユーラシアカワウソ European otter  | ヨーロッパ、アジア、北アフリカ |
|      | L. sumatrana | スマトラカワウソ Hairy-nosed otter | 東南アジアの一部               |

#### 本属に含められる可能性のある種
- Lutra capensis (= Aonyx capensis) ツメナシカワウソ African clawless otter
- Lutra congica (= Aonyx congicus) ザイールツメナシカワウソ Congo clawless otter
- Lutra cinerea (= Aonyx cinereus, Amblonyx cinereus) コツメカワウソ Asian small-clawed otter
- Lutra perspicillata (= Lutrogale perspicillata) ビロードカワウソ smooth-coated otter

### 絶滅種
| 画像 | 学名       | 和名・英名                    | 分布 |
| ---- | ---------- | ----------------------------- | ---- |
|      | †L. nippon | ニホンカワウソ Japanese otter | 日本 |

#### 化石種
- †Lutra affinis
- †Lutra bressana
- †Lutra bravardi
- †Lutra castiglionis
- †Lutra euxena
- †Lutra fatimazohrae
- †Lutra franconica
- †Lutra palaeindica
- †Lutra simplicidens
- †Lutra trinacriae

本属は鮮新世にアジアで進化したと考えられ、最も古い種は鮮新世後期のL. palaeindicaである。